# 奈剌忽
奈剌忽（?—?），金朝第四代皇帝完颜亮的后宫。
奈剌忽作为金朝的贵戚，和丽妃唐括石哥的妹妹蒲鲁胡只，宋王完颜宗望的女儿寿宁县主完顏什古；梁王完颜宗弼的女儿静乐县主完顏蒲剌、完顏習撚；太傅完颜宗本的女儿混同郡君完顏莎里古真、完顏餘都；完颜宗磐的孙女郧国夫人完顏重節都有丈夫。完颜亮派侍女高师姑、内哥、阿古等人召她们入宫，与她们私通。这些妃主宗妇被私幸的，都分属诸妃，出入位下。于是，奈剌忽出入元妃（大元妃）位，蒲鲁胡只出入丽妃（唐括丽妃）位，莎里古真和餘都出入贵妃（唐括贵妃）位，什古、重节出入昭妃（蒲察昭妃）位，蒲剌、师姑儿出入淑妃位。

## 夫
张定安，完颜亮母亲大氏的表兄。